# لاري هيرندون
لاري هيرندون (بالإنجليزية: Larry Herndon)‏ هو لاعب كرة قاعدة أمريكي، ولد في 3 نوفمبر 1953 في صنفلور في الولايات المتحدة.

## وصلات خارجية
- لاري هيرندون على موقعبيزبول رفرنس.كوم (الدوري الرئيسي) (الإنجليزية)
- لاري هيرندون على موقعبيزبول رفرنس.كوم (الدوري الثانوي) (الإنجليزية)